# Otitesellinae
Otitesellinae era considerada una subfamilia de himenópteros apócritos de la familia Agaonidae o avispas de los higos. Hoy en día se la considera una subfamilia de Pteromalidae. La larva vive en el interior de los higos y, por lo tanto, esta familia también forma parte del grupo de avispas de los higos que no son polinizadoras. Son de las regiones afrotropical, oriental, australasia y sur del Paleártico.

## Géneros
- - Aepocerus Mayr 1885 (13 especies)
  - Comptoniella Wiebes 1992 (1 especie)
  - Eujacobsonia Grandi 1923 (2 especies)
  - Grandiana Wiebes 1961 (3 especies)
  - Grasseiana Abdurahiman & Joseph 1968 (3 especies)
  - Guadalia Wiebes 1967 (1 espèce)
  - Heterandrium Mayr 1885 (10 especies)
  - Lipothymus Grandi 1921 (4 especies)
  - Marginalia Priyadarsanan 2000 (1 especie)
  - Micranisa Walker 1875 (10 especies)
  - Micrognathophora Grandi 1921 (1 especie)
  - Otitesella Westwood 1883 (20 especies)
  - Philosycella Abdurahiman & Joseph 1976 (1 especie)
  - Philosycus Wiebes 1969 (3 especies)
  - Walkerella Westwood 1883 (6 especies)